# The Beach House
The Beach House (no Brasil, A Casa da Praia) é um filme de terror estadunidense de 2019, escrito e dirigido por Jeffrey A. Brown, em sua estreia na direção. 
É estrelado por Liana Liberato e Noah Le Gros como um casal em idade universitária que tira férias em uma casa de praia, onde conhece um casal mais velho (Maryann Nagel e Jake Weber) e é ameaçado por uma infecção misteriosa que se espalha pelo litoral.
The Beach House estreou mundialmente no Festival Europeu de Cinema Fantástico de Estrasburgo em 14 de setembro de 2019. O filme foi disponibilizado para streaming no Shudder em 9 de julho de 2020.

## Sinopse
Dois namorados vão passar uma temporada isolados numa casa de praia esperando muito romance e diversão, porém terão que enfrentar convidados misteriosos e uma terrível infecção.

## Elenco
- Liana Liberato como Emily[3]
- Noah Le Gros como Randall[3]
- Maryann Nagel como Jane[3]
- Jake Weber como Mitch[3]

## Música
A trilha sonora do filme foi composta pelo músico eletrônico britânico Roly Porter. Conhecido por seu trabalho com a influente dupla de dubstep Vex'd e sua abordagem única à música eletrônica, Porter foi convidado para a produção pelos cineastas devido ao seu fascínio pelo espaço, ficção científica e seus álbuns solo atmosféricos.

## Lançamento
The Beach House estreou mundialmente no Festival Europeu de Cinema Fantástico de Estrasburgo em 14 de setembro de 2019. Em outubro de 2019, o filme foi exibido no Festival de Cinema de Sitges. Nesse mesmo mês, Shudder adquiriu os direitos de distribuição do filme.
O filme foi disponibilizado para streaming no Shudder nos Estados Unidos, Canadá, Reino Unido e Irlanda em 9 de julho de 2020.

## Recepção
No agregador de críticas Rotten Tomatoes, o filme mantém um índice de aprovação de 81% com base em 98 comentários, com uma classificação média de 6,48/10. O consenso dos críticos do site diz: "Uma estreia intrigante e perturbadora para o escritor e diretor Jeffrey A. Brown, The Beach House oferece uma fuga deliciosamente sombria para os fãs de horror imaginativo e ambicioso". Em Metacritic, o filme tem uma pontuação média ponderada de 64 em 100, com base em 13 críticos, indicando "críticas geralmente favoráveis".
Elisabeth Vincentelli, do The New York Times, escreveu que "depois de um começo lento demais, Brown aumenta a tensão de maneira eficiente, convocando uma mistura de invasão corporal grosseira, eco-mutação e medo cósmico em larga escala com um orçamento pequeno".
Dennis Harvey, da Variety, elogiou o filme por seu tom e "performances geralmente fortes", chamando-o de "hábil o suficiente para satisfazer a maioria dos espectadores, se não for suficientemente original em termos de conceito ou impressionante na execução para deixar uma marca duradoura".